# 림프절
림프절(림프節, lymph node, 문화어: 림파절)은 림프계의 일부로, 치밀불규칙 결합조직으로 구성된 피막(capsule)에 의해 싸여 있으며 림프구로 채워져 있는 작은 결절이다. 림프절은 림프관 사이사이에 위치에 있으며, 한 쪽이 오목한 강낭콩 모양으로, 작은 것은 직경이 1mm에서 큰 것은 직경이 1~2cm에 이른다.

## 구조
림프절은 한 쪽이 오목한 강낭콩 모양으로 오목한 쪽에는 혈관이 드나드고 림프액이 나가는 문(門)이 있다. 또한 볼록한 면에는 수입림프관들이 연결되어 있어 림프관 내의 림프액들이 유입될 수 있도록 되어있다. 유입된 림프액은 문에 있는 수출림프관으로 나가게 된다.
피막으로 싸여진 림프절 실질의 내부는 안쪽의 수질과 바깥쪽의 피질로 나눌 수 있다. 수질은 수질동과 수질동 사이에 산재한 수질끈으로 구성되어 있다. 피질은 바깥쪽에는 주로 림프소절이 위치해 있고, 피질의 안쪽에는 수질의 림프조직과 뚜렷한 경계없이 이어지는 곁피질이 관찰된다.

## 기능
림프절은 체액을 거르는 체와 같은 역할을 한다. 다른 조직으로부터 림프관을 타고 온 입자들은 수입림프관을 통해 림프절로 들어온다. 림프절 내의 포식세포들은 이러한 입자들을 포식하며 이는 면역 반응을 시작하는 중요한 단계이다. 림프절에는 체내에 침투한 항원들이 흘러들어오게 되며, 이들에 대해 림프절 내의 림프구가 면역능을 가지고 활동하게 한다.

## 같이 보기
- 파이어판